# Judith Guest
Judith Guest (Detroit, Michigan, 29 de març de 1936) és una novel·lista nord-americà, besneta del poeta Edgar Guest.
El seu primer llibre, Ordinary People (Gent Ordinària), publicada el 1976, va ser portat a la pantalla amb el mateix títol, Ordinary People (1980), que va guanyar l'Oscar a la millor pel·lícula. Aquesta novel·la, junt amb Second Heaven (1982) i Errands (1997) tracten sobre un adolescent que es veu forçat a enfrontar una crisi familiar.
A més, Guest va coescriure la novel·la de misteri Killing Time in St. Cloud (1988) al costat de la novel·lista Rebecca Hill.

## Obres publicades
- Ordinary People (1976)
- Second Heaven (1982)
- Killing Time in St. Cloud (con Rebecca Hill) (1988)
- The Mythic Family (ensayo) (1988)
- Errands (1997)
- The Tarnished Eye (2004)